# Riu Rukarara
El riu Rukarara (o Lukarara) és un riu de l'oest de Ruanda que és afluent del riu Mwogo, al seu torn afluent del riu Nyabarongo. És la font més llunyana del Nil.

## Curs
El Rukarara té les fonts al districte de Nyamagabe.
Els rius Nyirabugoyi i Rubyiro són les seves principals capçaleres, ambdues que s'eleven al Parc Nacional de Nyungwe.
El Rukarara és el més llarg dels afluents que desemboquen al Mwogo.
El Rukarara flueix cap al sud i després cap a l'est, desembocant cap al riu Mwogo. El Mwogo flueix cap al nord, que es fusiona amb el riu Mbirurume al sud Bwakira per formar el riu Nyabarongo.